# Humble Point
Der Humble Point (englisch für Ärmliche Landspitze; in Argentinien Punta Baja, spanisch für Niedrige Landspitze) ist eine niedrige Landspitze an der Westküste von Clarence Island im Archipel der Südlichen Shetlandinseln. Sie liegt 8 km südwestlich des Kap Lloyd.
Ihr deskriptiver spanischer Name ist erstmals auf einer argentinischen Landkarte aus den 1950er Jahren verzeichnet. Das UK Antarctic Place-Names Committee übertrug diese Benennung 1971 in abgewandelter Form ins Englische.